# Technologies éducatives
Les technologies éducatives ou technologies de l'éducation (Edtech en anglais, pour Educational technology) sont l'ensemble des nouvelles technologies permettant de faciliter l'enseignement et l'apprentissage. On parle alors de technologies pédagogiques qui permettent d'apprendre de nouveaux contenus sous une forme ludique, stimulante et innovante.
Le terme Edtech, né de la contraction d'« éducation » et de « technologie », est apparu dans la littérature anglophone en 2010. Il est devenu populaire pour désigner les startups qui innovent au service de l'éducation. Dans les années 2020, ce secteur est très concerné par l'arrivée de l'IA générative.

## Fonctions
Les médias et outils pédagogiques peuvent être utilisés pour : 
- le soutien à la structuration des tâches : aide sur la façon de réaliser une tâche (procédures et processus) ;
- l'accès aux bases de connaissances (aider l'utilisateur à trouver les informations dont il a besoin) ;
- des formes alternatives de représentation des connaissances (représentations multiples des connaissances, par exemple vidéo, audio, texte, image, données).

## Typologie
De nombreux types de technologies physiques sont actuellement utilisés, :appareils photo numériques, caméras vidéo, outils de tableau blanc interactif, caméras documentaires, supports électroniques et vidéoprojecteurs. Les combinaisons de ces techniques comprennent des blogs, des logiciels collaboratifs, des ePortfolios et les classes virtuelles.
La conception actuelle de ce type d'applications inclut l'évaluation à travers des outils d'analyse cognitive permettant d'identifier quels éléments optimisent l'utilisation de ces plateformes.

### Interfaces: ordinateurs, tablettes et smartphones
L'apprentissage collaboratif est une approche d'apprentissage en groupe dans laquelle les apprenants s'engagent mutuellement de manière coordonnée pour atteindre un objectif d'apprentissage ou accomplir une tâche d'apprentissage. Avec les récents développements de la technologie des smartphones, la puissance de traitement et les capacités de stockage des mobiles modernes permettent un développement avancé et l'utilisation d'applications. De nombreux développeurs d'applications et experts en éducation ont exploré les applications pour smartphones et tablettes comme moyen d'apprentissage collaboratif.
Avec le Web 2.0, les ordinateurs, les tablettes et parfois le smartphone permettent aux apprenants et aux éducateurs d'accéder à des sites web ainsi qu'à des applications et d'être de plus en plus interactifs. De nombreux appareils mobiles prennent en charge le m-learning, et des logiciels aident les étudiants ayant divers handicaps et troubles d'apprentissages (dyslexie, dysorthographie).

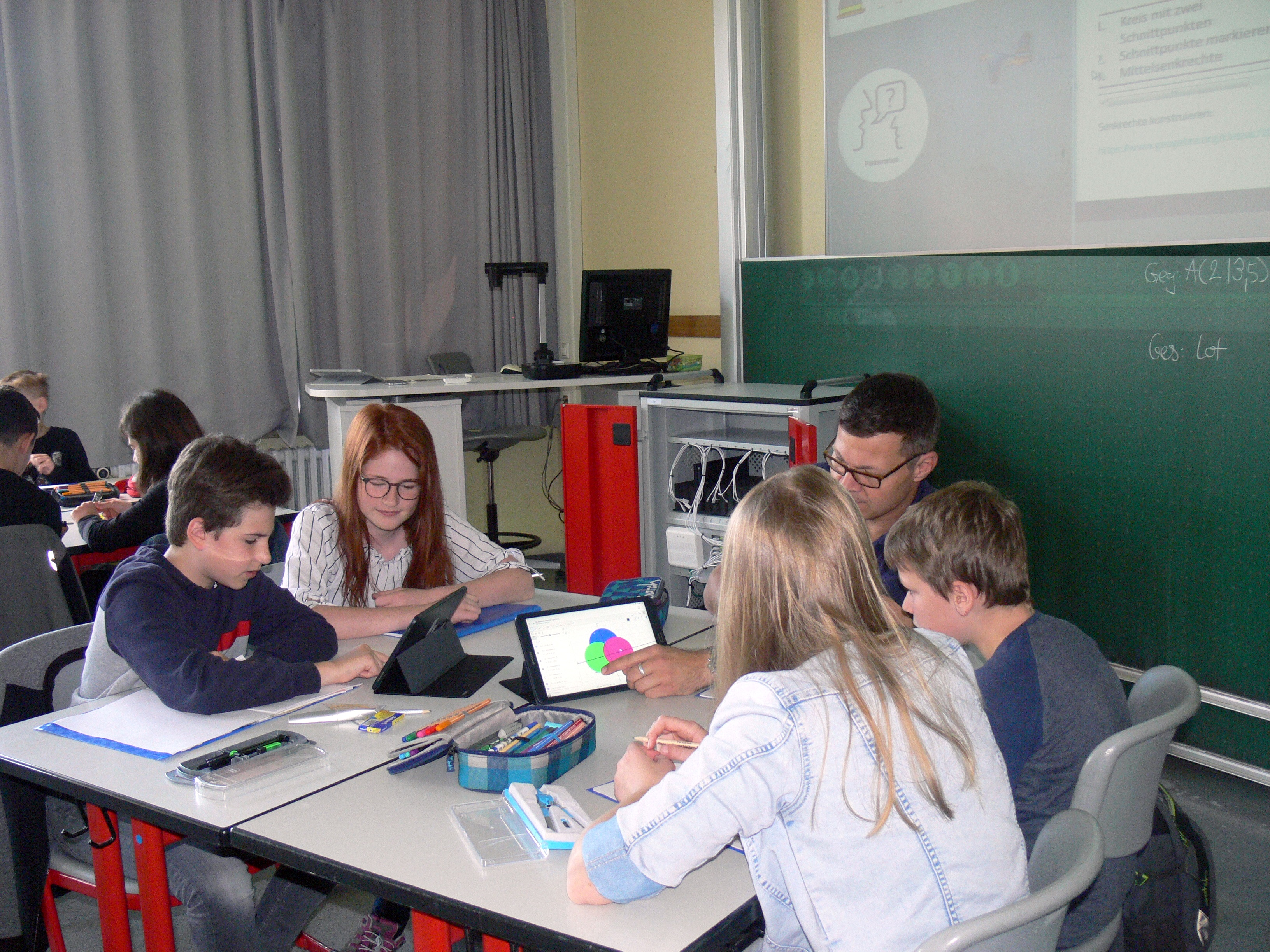
Des étudiants qui utilisent des tablettes en classe.

Les appareils mobiles tels que les cliqueurs et les smartphones peuvent être utilisés pour un retour interactif des réponses de l'auditoire. L'apprentissage mobile peut fournir un support de performance pour vérifier l'heure, définir des rappels, récupérer des feuilles de travail et des manuels d'instruction.
Les iPads et parfois des robots peuvent aider les enfants handicapés (malvoyants ou souffrant de handicaps multiples) à développer leur communication et à améliorer leur activité physiologique, selon le rapport sur la pratique de l'iStimulation.
La technologie vidéo se base dans un premier temps sur les cassettes VHS puis les DVD, ainsi que des méthodes à la demande et synchrones avec la vidéo numérique via un serveur ou des options basées sur le Web telles que la vidéo en continu et les webcams. La vidéotéléphonie puis les vidéoconférence permettent de travailler ou converser avec des conférenciers, formateurs et autres experts. Les jeux sérieux et certains jeux vidéo numériques interactifs sont utilisés dans les établissements d'enseignement primaire, secondaire et supérieur.
La radio offre un véhicule éducatif synchrone, tandis que le streaming audio sur Internet avec les webcasts et les podcasts peuvent être asynchrones. Les microphones de salle de classe, souvent sans fil, peuvent permettre aux apprenants et aux éducateurs d'interagir plus clairement.
Le screencasting permet aux utilisateurs de partager leur écran directement à partir de leur navigateur et de mettre la vidéo en ligne afin que d'autres spectateurs puissent la diffuser directement. Le présentateur a ainsi la possibilité de montrer ses idées et le flux de ses pensées plutôt que de les expliquer sous la forme d'un simple contenu textuel. En combinaison avec l'audio et la vidéo, l'éducateur peut imiter l'expérience individuelle de la salle de classe. Les apprenants ont la possibilité de faire des pauses et de revenir en arrière, de réviser à leur propre rythme, ce qu'une salle de classe ne peut pas toujours offrir.
Les webcams et le webcasting ont permis la création de classes virtuelles et d'environnements d'apprentissage virtuels. Les webcams sont également utilisées pour lutter contre le plagiat et d'autres formes de malhonnêteté académique qui pourraient survenir dans un environnement d'apprentissage en ligne.
Un des outils pédagogiques qu'on peut utiliser avec son smartphone est le Plickers, cet outil permet de faire participer l'ensemble des élèves et permet à l'enseignant de tester leurs connaissances sur un sujet précis de façon rapide et efficace. Les élèves reçoivent une carte comme un QRcode contenant 4 lettres a, b, c, d chacune représente un côté de la feuille. Lorsque l'enseignant pose une question, les élèves donnent leurs réponses en orientant leur carte selon la lettre choisie correspondant à une réponse. L'enseignant scanne à l'aide de l'application installée sur son téléphone et peut ainsi découvrir le pourcentage pour chaque réponse. Cela permet un apprentissage en anonyme, car l'enseignant ne peut pas voir qui a répondu vrai ou faux et incite donc les élèves à participer.

### Apports de l'intelligence artificielle générative
En 2023, l'arrivée de l'intelligence artificielle générative (IAg) disponible pour des centaines de millions de gens, bouleverse le champ des NTIC au service de l'éducation.
L'IAg, principalement connue du public et des apprenants au travers des chatbots et en particulier de ChatGPT, mais qui peut prendre bien d'autres formes est immédiatement mise en débats dans le monde de l'éducation, et dans une partie de la société qui craint une « fin de l’école », une augmentation des inégalités éducatives, voire la disparition des enseignants. Les pédagogues questiennent ses limites, son empreinte psychique, sociologique, énergétique et climatique, ses effets psychosociaux (temps d'écran accrus...), le manque de cadres éthique et réglementaire ou encore des conséquences incertaines pour les métiers et emplois de l'éducation. D'autre part, on admet généralement que si elle est de qualité et bien utilisée, encadrée et accompagnée, elle a un fort potentiel pédagogique. Elle peut en outre a priori répondre finement aux besoins individuels des apprenants (apprentissage adaptatif, contenus et méthodes pédagogiques personnalisés en fonction du profil et des objectifs, de la langue et des compétences de l'apprenant, disponibilité constante), et favoriser l'engagement et certaines interactions des apprenants.
L'IAg offre des possibilités nouvelles de recommandations personnalisées, d'aide à la correction, basées sur l'analyse des performances, de l'attention et de la personnalité de l'apprenant en temps réel. L'IA peut aussi aider l'enseignant(e) à détecter les plagiats, les erreurs et à corriger les élèves. La capacité de l'IAg à faire des transcriptions et/ou de la traduction automatique en quasi temps-réel peut grandement faciliter l'accès de nombreux contenus à apprenants non natifs, malentendants, handicapés, etc..
Des milliers de start-up et sociétés privées ont rapidement cherché à capter et exploiter ce nouveau marché, soutenues en 2023/2024 par de nombreux États, associations et fonds philanthropiques qui facilitent l'achat et l'usage de ces technologies nouvelles par les pays ou régions à revenu faible et intermédiaire. Ce sont déjà environ 500 000 applications éducatives qui sont mises sur le marché en 2024, destinées à presque tous les niveaux et de nombreuses matière, souvent avant même d'avoir été scientifiquement évaluées pour leur efficacité et d'éventuels risques ou effets pervers (en 2023, un rapport de l'UNESCO montre un manque de données solides prouvant la valeur des outils Edtech, alors que déjà dans chaque district des États-Unis, 2 700 outils de ce type ont été utilisés). En 2024, Natalia I. Kucirkova alerte dans la revue Nature : « avec peu de réglementation et peu de normes appliquées, je crains que les gouvernements, les écoles et les familles du monde entier dépensent collectivement d'énormes sommes d'argent dans des applications inefficaces qui ne servent qu'à apprendre aux enfants à jouer à des jeux manipulateurs (...) Les gouvernements devraient stipuler que les applications ne peuvent pas être vendues comme « éducatives »sauf si des recherches rigoureuses ont démontré qu'elles améliorent l'apprentissage et le bien-être des enfants. Des systèmes nationaux de certification basés sur des recherches indépendantes et des catalogues de ressources recommandées aideraient les enseignants à décider quelles applications acheter ».

#### Avantages
Ces technologies améliorent l'expérience d'apprentissage, tant pour l'enseignant (s'il est suffisamment numéricien pour s'approprier ces outils) que pour l'apprenant. La littérature cite plusieurs avantages comme le soutien au développement de méthodes de travail, une diversité accrue de ressources éducatives et un sentiment accru de compétence.
Les tablettes, si elles sont bien utilisées, diminuent le taux de décrochage scolaire et le taux d'absentéisme car les élèves sont davantage motivés et organisés.
Les technologies de l'éducation augmentent l'engagement des élèves en classe, car les élèves sont plus attentifs.

#### Désavantages
Les assistants numériques sont de nouvelles sources de dépendance, et parfois de distractions des élèves (quand ils ont accès à une messagerie électronique, aux réseaux sociaux ou à leurs notifications qui détournent facilement leur attention. Dans les pays ou régions pauvres ou isolées, l'accès à l'internet voir à l'électricité au domicile est parfois inexistant, avec alors des inégalités entre élèves.
Dans certaines configurations, les technologies en éducation peuvent limiter les interactions collaboratives et en face à face, déshumaniser la relation enseignant-apprenant, diminuer le soutien familial et/ou  le coût des ordinateurs peut être prohibitif pour les familles pauvres.

### Tableau blanc interactif (TBI)
Les premiers tableaux blancs, analogues aux tableaux noirs, datent de la fin des années 1950. Le terme tableau blanc interactif (TBI) est, métaphoriquement, un tableau à la fois matériel et virtuel (numérique/écran tactile ou à crayon ou stylet numérique, et on peut parfois y écrire avec les doigts), grâce à diverses applications logicielles qui y permettant par exemple l'écriture, le dessin, le calcul. L'écran de l'ordinateur de l'enseignant (et/ou d'un apprenant) y sont projetés via un vidéoprojecteur. Des boards virtuels sont aussi mis à disposition des participants à des réunions virtuelles, permettant un travail collaboratif, généralement associé à une messagerie instantanée (Chat). Les tableaux blancs interactifs permettent aux apprenants et aux instructeurs d'écrire sur l'écran tactile. Le marquage de l'écran peut se faire sur un tableau blanc vierge ou sur tout contenu d'écran d'ordinateur. Selon les paramètres d'autorisation, cet apprentissage visuel peut être interactif et participatif, y compris l'écriture et la manipulation d'images sur le tableau blanc interactif.

### Exerciseurs
Ce sont des logiciels d'apprentissages qui dispensent des exercices pouvant être répétés de nombreuses fois par l'apprenant. Ils s'utilisent en autonomie et permettent de faire apprendre, développer ou entraîner des contenus pédagogiques. Ils peuvent contenir des vidéos pédagogiques ou même permettent une simulation du contenu pédagogique, ce qui peut être bénéfique pour l'élève. La correction se fait automatiquement et stimule chez l'apprenant une autorégulation. Ils sont donc très utiles afin de développer l'autonomie de l'apprenant.

## Vidéos pédagogiques

### Définition
La vidéo pédagogique est un outil multimédia pédagogique utilisé notamment dans l'enseignement pour transmettre des connaissances, soutenir la mémorisation, favoriser l'autonomie de l'apprenant et enrichir le cours. Ce format fait donc partie des technologies éducatives. Un des objectifs de ces vidéos pédagogiques est de présenter les contenus sous une forme innovante, ludique et stimulante. 

### Objectifs et finalités
Les vidéos pédagogiques ont pour but :
- Transmettre des contenus de manière multimodale (image, son, texte, ...)
- Permettre un apprentissage asynchrone, flexible et personnalisé
- Favoriser la compréhension, la révision et l'autoévaluation
- Être réutilisables dans le cadre de l'enseignement hybride ou inversé

### Typologies
Les vidéos pédagogiques peuvent être classées selon : 
- Leur objectif : enregistrements de cours, vidéos enrichies (diapositives avec audio), vidéos d'exemples concrets (worked examples), ou compléments de cours
- Leur format : segmentées (avec des chapitres/sous-parties) ou non segmentées (tout un bloc)
- Leur usage pédagogique : visionnage passif, résolution de problèmes ou création de vidéos par les étudiants eux-mêmes
- Leur contenu : connaissances pratiques (tâches concrètes) ou conceptuelles (idées générales)

### Avantages pédagogiques
Ces vidéos pédagogiques présentent de nombreux points positifs:
- Amélioration des apprentissages : meilleure préparation aux examens, compréhension renforcée, révision facilitée
- Autonomie : contrôle du rythme (on peut stopper la vidéo), lieu et moment du visionnage qui peuvent donc être choisis par l'apprenant
- Simulation de la mémoire par illustrations, structuration logique

### Bonnes pratiques de conception d'une vidéo pédagogique
Comme les vidéos pédagogiques font partie du multimédia pédagogique, on peut utiliser, lors de leur conception les 12 pricipes de la théorie cogntivie de Richard Mayer. Ce sont 12 pricipes pour une bonne conception des présentations multimédia.
1. Principe de cohérence : Tout ce qui est inutile et non concerné par l’apprentissage doit être éliminé pour éviter toute distraction/surcharge cognitive
2. Principe de signalement/signalisation : Les humains apprennent mieux si on leur montre ce qui est important à retenir Ex : en soulignant/encadrant/mettant en gras, …
3. Principe de redondance : On apprend mieux avec une combinaison de son et de vidéo. En effet, si dans la vidéo, on met  un texte qu’on va lire juste après, ce ne sera pas utile, car le matériel sera redondant. Cela produira une surcharge cognitive.
4. Principe de contiguïté spatiale :  Il est plus facile de comprendre/apprendre quand les mots sont placés à côté des images correspondantes.
5. Principe de contiguïté temporelle : Il est plus accessible de comprendre/apprendre quand les mots et les images correspondantes sont présentés ensemble (en même temps) plutôt que l’un après l’autre.
6. Principe de segmentation : Il est bénéfique de décomposer les grands segments en segments plus petits. Ex : une DIA par idée, une section par thème
7. Principe d’entrainement : Il est plus simple d’apprendre/comprendre si on est déjà familier avec le concept Ex : brainstorming avant, petite intro, …
8. Principe de modalité : On apprend mieux grâce à la combinaison d’une narration verbale et une animation visuelle (image, vidéo, animation).
9. Principe du multimédia : Des mots et des graphiques présentés ensemble sont plus parlants que des mots et du texte présentés séparément. Attention, les images sont censées améliorer et clarifier l’information et pas la surcharger.
10. Principe de personnalisation : Il est conseillé d'utiliser un style linguistique plus informel et conversationnel que formel. Il y a une préférence pour un langage verbal plutôt que littéraire.
11. Principe de la voix : Favoriser une voix humaine qu'une voix artificielle.
12. Principe de l’humain / image : Choisir le bon dosage entre le fait de montrer notre visage quand on explique le concept et montrer les textes/DIAS/images.

## Par pays
En France, l'association Edtech France a recensé toutes les startups françaises de l'edtech qui pouvaient aider à assurer la continuité pédagogique pendant la crise du coronavirus.
En Suisse, Le Swiss EdTech réunit environ 80 start-up avec un objectif commun qui est celui de conduire la formation et l'enseignement vers une nouvelle ère. Le champ de recherche est très vaste. La gamme des innovations comprend aussi bien un système interactif de gestion de l’apprentissage pour les écoles qu’un logiciel ciblé pour enfants présentant des difficultés d’apprentissage, une plateforme 3D pour la sensibilisation à la cybercriminalité, des solutions de réalité virtuelle pour la formation du personnel soignant, un kit de construction technique permettant d'appréhender le principe de la durabilité dans l’énergie solaire, ou encore une plateforme d’interaction Gamified Classroom.

### Note
1. ↑  Natalia I. Kucirkova est directrice de l'« International Centre for EdTech Impact », et professeure à l'université de Stavanger (Norvège).